# Conférence Épiscopale Nationale du Congo

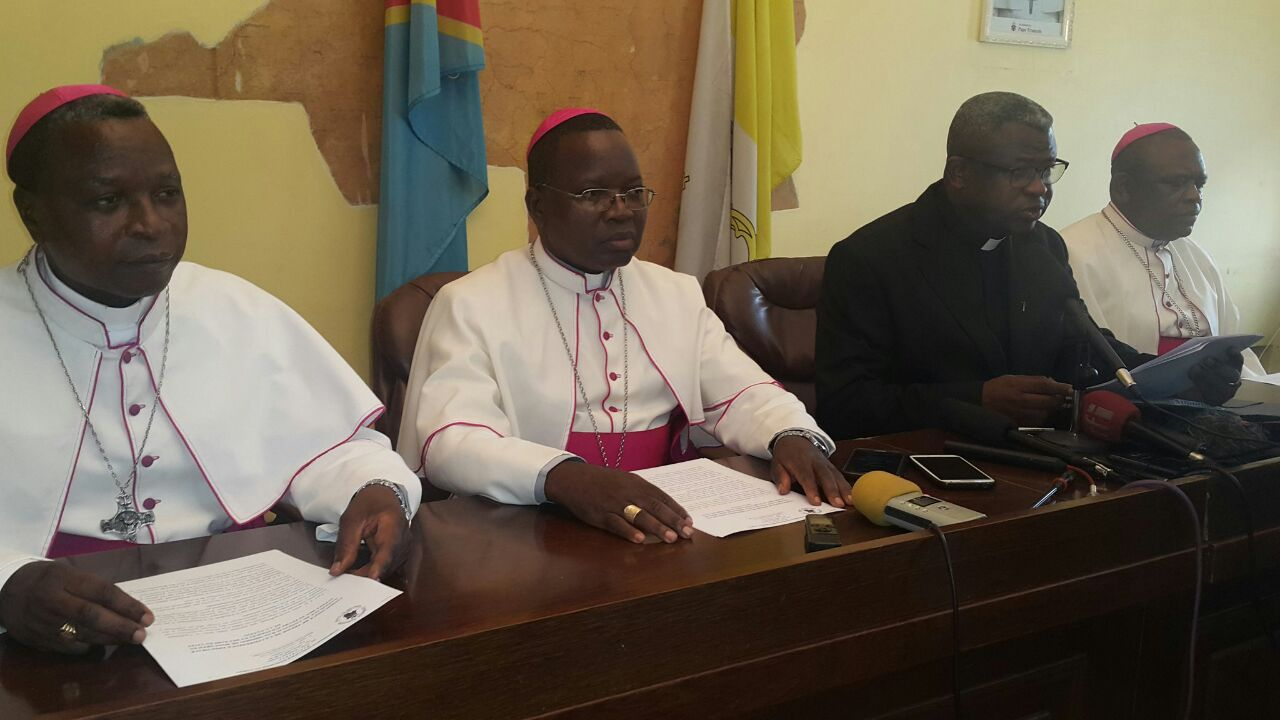
Leden van de bisschoppenconferentie in 2016

De Conférence Épiscopale Nationale du Congo (CENCO) is de nationale bisschoppenconferentie van Congo-Kinshasa. 
Hieronder volgt een overzicht van de voorzitters van de CENCO volgens jaar van aantreden:
- 1962: Vito Roberti, nuntius
- 1963: Félix Scalais, aartsbisschop van Kinshasa
- 1967: Aloys Mulindwa Mutabesha, aartsbisschop van Bukavu
- 1970: Léon Lesambo Ndamwize, bisschop van Inongo
- 1975: Albert Tshomba Yungu, bisschop van Tshumbe
- 1979: André Ilunga Kaseba, bisschop van Kalemie-Kirungu
- 1984: Laurent Monsengwo Pasinya, aartsbisschop van Kisangani
- 1992: Faustin Ngabu, bisschop van Goma
- 2000: Frédéric Etsou-Nzabi-Bamungwabi, aartsbisschop van Kinshasa
- 2004: Laurent Monsengwo Pasinya, aartsbisschop van Kisangani, aartsbisschop van Kinshasa
- 2008: Nicolas Djomo Lola, bisschop van Tshumbe
- 2016: Marcel Utembi Tapa, aartsbisschop van Kisangani